# Torneo Clausura 2021 (Guatemala)
El Torneo Clausura 2021 fue el 44.º torneo corto del fútbol guatemalteco, finalizando la temporada 2020-21 de la Liga Nacional de Fútbol de Guatemala. Para esta temporada contará con 12 equipos, al igual que en temporadas anteriores.

## Sistema de competición
Para esta edición, fruto del retraso de calendarios provocado por la Pandemia de enfermedad por coronavirus de 2019-2020, el formato usual de la competencia fue modificado, de tal modo que se jugasen menos partidos; acortando el calendario.
Será la primera vez que el formato de la competición se cambia desde la adopción de los torneos cortos en 1999 y la primera vez que se dividirá a los equipos en grupos en la primera fase desde 1978 y la tercera contando los precedentes en 1961 y 1977.
El torneo se divide en tres fases:
- Fase 1: 60 partidos en 10 fechas.
- Fase 2: 36 partidos en 6 fechas
- Fase final: Cuartos de final, semifinales y final.

### Fase 1
Los 12 equipos de la liga se dividirán en dos grupos de seis equipos cada uno (occidente y oriente), jugando todos contra todos los rivales de su respectivo grupo a ida y vuelta, totalizando 10 fechas.

### Fase 2
Una vez terminada la fase 1, cada equipo jugará un partido contra cada uno de los seis rivales del grupo contrario. La localía de dichos encuentros se decidirá por sorteo, de forma que cada equipo juegue 3 partidos de local y 3 de visitante, totalizando 6 fechas.

### Fase final
Al finalizar las 16 fechas totales, se creará una tabla general en la que los primeros 8 equipos clasifican a la fase final.
Los ocho clubes calificados para esta fase del torneo serán reubicados de acuerdo con el lugar que ocupen en la tabla General al término de la fecha 16, con el puesto del número uno al club mejor clasificado, y así hasta el número 8. Los partidos a esta fase se desarrollarán a visita, en las siguientes etapas:
- Cuartos de final
- Semifinales
- Final

Los partidos de cuartos de final se jugarán de la siguiente manera: 
En las semifinales participarán los cuatro clubes vencedores de cuartos de final, reubicándolos del uno al cuatro, de acuerdo a su mejor posición en la tabla General de clasificación al término de la jornada 19 del torneo correspondiente, enfrentándose: 
Finalmente, los ganadores de estos partidos se enfrentarán en la final. El ganador será el campeón del Apertura 2020 y clasificará a la Liga Concacaf 2021.

## Equipos participantes
| Equipo         | Entrenador                | Presidente         | Ciudad                               | Estadio                       | Capacidad | Fundación      | Patrocinador      | Uniforme        | Televisora |
| -------------- | ------------------------- | ------------------ | ------------------------------------ | ----------------------------- | --------- | -------------- | ----------------- | --------------- | ---------- |
| Achuapa        | Sergio Pardo              | Francisco Zepeda   | El Progreso, Jutiapa                 | Manuel Ariza                  | 1,500     | 1932(93 años)  | Banrural          | Net Sportswear  |            |
| Antigua GFC    | Jeffrey "Ziggy" Korytoski | Víctor Hugo García | Antigua Guatemala, Sacatepéquez      | Pensativo                     | 10,000    | 1959(66 años)  | Banrural          | Net Sportswear  |            |
| Cobán Imperial | Rafael Díaz               | Irasema Meléndez   | Cobán, Alta Verapaz                  | José Ángel Rossi              | 12,000    | 1936(89 años)  | Bantrab           | Net Sportswear  |            |
| Comunicaciones | Mauricio Tapia            | Juan Leonel García | Ciudad de Guatemala                  | Doroteo Guamuch Flores        | 30,000    | 1949(76 años)  | Z Gas             | Nino Sportswear |            |
| Guastatoya     | Willy Coito Olivera       | Leonardo Moscoso   | Guastatoya, El Progreso              | David Cordón Hichos           | 3,100     | 2010(15 años)  | Banrural          | Net Sportswear  |            |
| Iztapa         | Ramiro Cepeda             | Mario Mejía        | Iztapa, Escuintla                    | El Morón                      | 3,500     |                | Banrural          | Tuto Sport      |            |
| Malacateco     | Ronald Gómez              | Carlos Rodríguez   | Malacatán, San Marcos                | Santa Lucía*                  | 5,500     | 1962(62 años)  | Muni Malacatán    | Silver Sport    |            |
| Municipal      | Sebastián Bini            | Gerardo Villa      | Ciudad de Guatemala                  | Estadio Manuel Felipe Carrera | 7,500     | 1936(89 años)  | Banrural          | Umbro           |            |
| Sacachispas    | Érick González            | Luis Duque         | Chiquimula, Chiquimula               | Las Victorias                 | 9 500     | 1949 (76 años) | Claro             | Net Sportswear  |            |
| Sanarate       | Gabriel Castillo          | Jahiro Otzoy       | Sanarate, El Progreso                | Municipal de Sanarate         | 3,000     | 1958(67 años)  | Cementos Progreso | Net Sportswear  |            |
| Santa Lucía    | Mario Acevedo Ruiz        | Rafael Espaderos   | Santa Lucía Cotzumalguapa, Escuintla | Santa Lucía Cotzumalguapa     | 9,000     | 2011(14 años)  | Banrural          | Javi Sports     |            |
| Xelajú         | Gustavo Machain           | José Carlos López  | Quetzaltenango, Quetzaltenango       | Mario Camposeco               | 11,220    | 1942(83 años)  | DaGas             | MR              |            |

- Malacateco usará el Estadio Israel Barrios como sede temporal fruto de trabajos en gramilla de su estadio oficial.

## Equipos por departamento
Siguiendo la tendencia de la última década, en la que los equipos que descienden difícilmente regresan a la máxima división, el torneo se ha ido diversificando.
Para esta edición, tres departamentos tendrán dos representantes cada uno, mientras que otros 6 departamentos tendrán por lo menos un equipo en competencia.
Los departamentos que ingresaron nuevos equipos a la división son Chiquimula y Jutiapa.
Un total de 9 departamentos tendrán presencia esta temporada, un 40% del país.
A pesar de ello, la liga sigue concentrándose en el sur del país, siendo Cobán Imperial el único equipo de la región norte.
| Departamento   | N.º | Equipos                  |
| -------------- | --- | ------------------------ |
| Guatemala      | 2   | Municipal Comunicaciones |
| Escuintla      | 2   | Iztapa Santa Lucía       |
| El Progreso    | 2   | Guastatoya Sanarate      |
| San Marcos     | 1   | Malacateco               |
| Alta Verapaz   | 1   | Cobán Imperial           |
| Jutiapa        | 1   | Achuapa                  |
| Chiquimula     | 1   | Sacachispas              |
| Quetzaltenango | 1   | Xelaju                   |
| Sacatepéquez   | 1   | Antigua GFC              |

## Fase de clasificación

### Organización de los grupos
Los grupos fueron divididos según su posición geográfica, de manera similar a la división por conferencias utilizada en la Major League Soccer. 

### Grupo A (Suroccidente)
|                                          | Pos. | Equipos        | PJ | PG | PE | PP | GF | GC | Dif. | PTS | Clasificación |
| ---------------------------------------- | ---- | -------------- | -- | -- | -- | -- | -- | -- | ---- | --- | ------------- |
|                                          | 1º   | Comunicaciones | 16 | 10 | 4  | 2  | 28 | 12 | +16  | 34  |               |
|                                          | 2º   | Santa Lucía    | 16 | 6  | 6  | 4  | 13 | 13 | 0    | 24  |               |
|                                          | 3º   | Iztapa         | 16 | 5  | 7  | 4  | 29 | 25 | +4   | 22  |               |
|                                          | 4º   | Xelajú MC      | 16 | 3  | 8  | 5  | 14 | 15 | -1   | 17  |               |
|                                          | 5º   | Malacateco     | 16 | 3  | 7  | 6  | 8  | 14 | -6   | 16  |               |
|                                          | 6º   | Antigua GFC    | 16 | 2  | 7  | 7  | 15 | 26 | -11  | 13  |               |
| Última actualización: 13 de mayo de 2021 |      |                |    |    |    |    |    |    |      |     |               |

#### Partidos de grupo
| Local / Visita | ANT   | COM   | IZT   | MAL   | XEL   | SLC   |
| -------------- | ----- | ----- | ----- | ----- | ----- | ----- |
| Antigua GFC    |       | 1 - 2 | 3 - 2 | 1 - 2 | 1 - 1 | 0 - 0 |
| Comunicaciones | 0 - 0 |       | 5 - 0 | 1 - 0 | 3 - 2 | 3 - 1 |
| Iztapa         | 5 - 2 | 3 - 3 |       | 1 - 1 | 1 - 0 | 2 - 0 |
| Malacateco     | 2 - 0 | 0 - 3 | 1 - 1 |       | 0 - 0 | 0 - 0 |
| Xelajú MC      | 3 - 0 | 2 - 1 | 2 - 1 | 0 - 0 |       | 0 - 1 |
| Santa Lucía    | 1 - 0 | 0 - 0 | 3 - 1 | 1 - 0 | 0 - 0 |       |

### Grupo B (Nororiente)
|                                          | Pos. | Equipos        | PJ | PG | PE | PP | GF | GC | Dif. | PTS | Clasificación |
| ---------------------------------------- | ---- | -------------- | -- | -- | -- | -- | -- | -- | ---- | --- | ------------- |
|                                          | 1º   | Guastatoya     | 16 | 7  | 7  | 2  | 23 | 10 | +13  | 28  |               |
|                                          | 2º   | Municipal      | 16 | 8  | 3  | 5  | 24 | 11 | +13  | 27  |               |
|                                          | 3º   | Cobán Imperial | 16 | 5  | 8  | 3  | 20 | 17 | +3   | 23  |               |
|                                          | 4º   | Sanarate       | 16 | 4  | 6  | 6  | 16 | 25 | -9   | 18  |               |
|                                          | 5º   | Sacachispas    | 16 | 5  | 3  | 8  | 15 | 26 | -11  | 18  |               |
|                                          | 6º   | Achuapa        | 16 | 4  | 2  | 10 | 16 | 27 | -11  | 14  |               |
| Última actualización: 13 de mayo de 2021 |      |                |    |    |    |    |    |    |      |     |               |

#### Partidos de grupo
| Local / Visita | ACH   | COB   | GST   | MUN   | SAC   | SNR   |
| -------------- | ----- | ----- | ----- | ----- | ----- | ----- |
| Achuapa        |       | 2 - 1 | 1 - 0 | 1 - 2 | 2 - 1 | 2 - 2 |
| Cobán Imperial | 3 - 2 |       | 0 - 1 | 1 - 0 | 2 - 2 | 2 - 0 |
| Guastatoya     | 3 - 0 | 1 - 1 |       | 0 - 0 | 3 - 0 | 5 - 1 |
| Municipal      | 3 - 0 | 2 - 0 | 0 - 1 |       | 1 - 2 | 3 - 1 |
| Sacachispas    | 1 - 0 | 1 - 2 | 0 - 1 | 0 - 3 |       | 2 - 1 |
| Sanarate       | 2 - 1 | 0 - 0 | 3 - 2 | 2 - 1 | 0 - 0 |       |

### Tabla general
|                                          | Pos. | Equipos        | PJ | PG | PE | PP | GF | GC | Dif. | PTS | %       | Clasificación      |
| ---------------------------------------- | ---- | -------------- | -- | -- | -- | -- | -- | -- | ---- | --- | ------- | ------------------ |
|                                          | 1º   | Comunicaciones | 16 | 10 | 4  | 2  | 28 | 12 | +16  | 34  | 76.92 % | Cuartos de final   |
|                                          | 2º   | Guastatoya     | 16 | 7  | 7  | 2  | 23 | 10 | +13  | 28  | 58.97 % | Cuartos de final   |
|                                          | 3º   | Municipal      | 16 | 8  | 3  | 5  | 24 | 11 | +13  | 27  | 53.85 % | Cuartos de final   |
|                                          | 4º   | Santa Lucía    | 16 | 6  | 6  | 4  | 13 | 13 | 0    | 24  | 51.28 % | Cuartos de final   |
|                                          | 5º   | Cobán Imperial | 16 | 5  | 8  | 3  | 20 | 17 | +3   | 23  | 46.15 % | Cuartos de final   |
|                                          | 6º   | Iztapa         | 16 | 5  | 7  | 4  | 29 | 25 | +4   | 22  | 43.59 % | Cuartos de final   |
|                                          | 7º   | Sanarate       | 16 | 4  | 6  | 6  | 16 | 25 | -9   | 18  | 38.46 % | Cuartos de final   |
|                                          | 8º   | Sacachispas    | 16 | 5  | 3  | 8  | 15 | 26 | -11  | 18  | 35.90 % | Cuartos de final   |
|                                          | 9°   | Xelajú MC      | 16 | 3  | 8  | 5  | 14 | 15 | -1   | 17  | 35.90 % |                    |
|                                          | 10º  | Malacateco     | 16 | 3  | 7  | 6  | 8  | 14 | -6   | 16  | 33.33 % |                    |
|                                          | 11º  | Achuapa        | 16 | 4  | 2  | 10 | 16 | 27 | -11  | 14  | 28.21 % | Riesgo de descenso |
|                                          | 12º  | Antigua GFC    | 16 | 2  | 7  | 7  | 15 | 26 | -11  | 13  | 28.21 % | Riesgo de descenso |
| Última actualización: 13 de mayo de 2021 |      |                |    |    |    |    |    |    |      |     |         |                    |

### Resumen de fechas
En azul los juegos de local y en gris los de visitante.
| Fase           | Fase regional | Fase regional | Fase regional | Fase regional | Fase regional | Fase regional | Fase regional | Fase regional | Fase regional | Fase regional | Fase interregional | Fase interregional | Fase interregional | Fase interregional | Fase interregional | Fase interregional |
| Fechas         | 1             | 2             | 3             | 4             | 5             | 6             | 7             | 8             | 9             | 10            | 11                 | 12                 | 13                 | 14                 | 15                 | 16                 |
| -------------- | ------------- | ------------- | ------------- | ------------- | ------------- | ------------- | ------------- | ------------- | ------------- | ------------- | ------------------ | ------------------ | ------------------ | ------------------ | ------------------ | ------------------ |
| Achuapa        | SAC           | COB           | GST           | MUN           | SNR           | SAC           | COB           | GST           | MUN           | SNR           | XEL                | MAL                | ANT                | COM                | IZT                | SLC                |
| Achuapa        | 0 - 1         | 2 - 1         | 0 - 3         | 1 - 2         | 1 - 2         | 2 - 1         | 2 - 3         | 1 - 0         | 0 - 3         | 2 - 2         | 1 - 1              | 0 - 1              | 1 - 2              | 1 - 2              | 0 - 3              | 2 - 0              |
| Antigua GFC    | SLC           | COM           | MAL           | IZT           | XEL           | SLC           | COM           | MAL           | IZT           | XEL           | SNR                | MUN                | ACH                | GST                | COB                | SAC                |
| Antigua GFC    | 0 - 1         | 0 - 1         | 0 - 2         | 2 - 5         | 1 - 1         | 0 - 0         | 0 - 0         | 1 - 2         | 3 - 2         | 0 - 3         | 1 - 1              | 1 - 1              | 2 - 1              | 0 - 0              | 2 - 4              | 1 - 1              |
| Cobán Imperial | MUN           | ACH           | SAC           | SNR           | GST           | MUN           | ACH           | SAC           | SNR           | GST           | IZT                | SLC                | XEL                | MAL                | ANT                | COM                |
| Cobán Imperial | 1 - 0         | 1 - 2         | 2 - 2         | 2 - 0         | 1 - 1         | 0 - 2         | 3 - 2         | 2 - 1         | 0 - 0         | 0 - 1         | 2 - 2              | 1 - 1              | 0 - 0              | 0 - 0              | 4 - 2              | 1 - 1              |
| Comunicaciones | XEL           | ANT           | IZT           | SLC           | MAL           | XEL           | ANT           | IZT           | SLC           | MAL           | SAC                | SNR                | MUN                | ACH                | GST                | COB                |
| Comunicaciones | 3 - 2         | 1 - 0         | 3 - 3         | 3 - 1         | 3 - 0         | 1 - 0         | 0 - 0         | 5 - 0         | 0 - 0         | 1 - 0         | 0 - 1              | 3 - 0              | 1 - 0              | 2 - 1              | 0 - 2              | 1 - 1              |
| Guastatoya     | SNR           | MUN           | ACH           | SAC           | COB           | SNR           | MUN           | ACH           | SAC           | COB           | SLC                | XEL                | MAL                | ANT                | COM                | IZT                |
| Guastatoya     | 5 - 1         | 1 - 0         | 3 - 0         | 1 - 0         | 1 - 1         | 2 - 3         | 0 - 0         | 0 - 1         | 3 - 0         | 1 - 0         | 1 - 1              | 1 - 1              | 0 - 0              | 0 - 0              | 2 - 0              | 2 - 2              |
| Iztapa         | MAL           | XEL           | COM           | ANT           | SLC           | MAL           | XEL           | COM           | ANT           | SLC           | COB                | SAC                | SNR                | MUN                | ACH                | GST                |
| Iztapa         | 1 - 1         | 1 - 2         | 3 - 3         | 5 - 2         | 1 - 3         | 1 - 1         | 1 - 0         | 0 - 5         | 2 - 3         | 2 - 0         | 2 - 2              | 4 - 0              | 1 - 1              | 0 - 0              | 3 - 0              | 2 - 2              |
| Malacateco     | IZT           | SLC           | ANT           | XEL           | COM           | IZT           | SLC           | ANT           | XEL           | COM           | MUN                | ACH                | GST                | COB                | SAC                | SNR                |
| Malacateco     | 1 - 1         | 0 - 0         | 2 - 0         | 0 - 0         | 0 - 3         | 1 - 1         | 0 - 1         | 2 - 1         | 0 - 0         | 0 - 1         | 0 - 3              | 1 - 0              | 0 - 0              | 0 - 0              | 1 - 2              | 0 - 1              |
| Municipal      | COB           | GST           | SNR           | ACH           | SAC           | COB           | GST           | SNR           | ACH           | SAC           | MAL                | ANT                | COM                | IZT                | SLC                | XEL                |
| Municipal      | 0 - 1         | 0 - 1         | 3 - 1         | 2 - 1         | 1 - 2         | 2 - 0         | 0 - 0         | 1 - 2         | 3 - 0         | 3 - 0         | 3 - 0              | 1 - 1              | 0 - 1              | 0 - 0              | 2 - 1              | 3 - 0              |
| Sacachispas    | ACH           | SNR           | COB           | GST           | MUN           | ACH           | SNR           | COB           | GST           | MUN           | COM                | IZT                | SLC                | XEL                | MAL                | ANT                |
| Sacachispas    | 1 - 0         | 0 - 0         | 2 - 2         | 0 - 1         | 2 - 1         | 1 - 2         | 2 - 1         | 1 - 2         | 0 - 3         | 0 - 3         | 1 - 0              | 0 - 4              | 1 - 2              | 1 - 3              | 3 - 0              | 1 - 1              |
| Sanarate       | GST           | SAC           | MUN           | COB           | ACH           | GST           | SAC           | MUN           | COB           | ACH           | ANT                | COM                | IZT                | SLC                | XEL                | MAL                |
| Sanarate       | 1 - 5         | 0 - 0         | 1 - 3         | 0 - 2         | 2 - 1         | 3 - 2         | 1 - 2         | 2 - 1         | 0 - 0         | 2 - 2         | 1 - 1              | 0 - 3              | 1 - 1              | 0 - 1              | 1 - 1              | 1 - 0              |
| Santa Lucía    | ANT           | MAL           | XEL           | COM           | IZT           | ANT           | MAL           | XEL           | COM           | IZT           | GST                | COB                | SAC                | SNR                | MUN                | ACH                |
| Santa Lucía    | 1 - 0         | 0 - 0         | 0 - 0         | 1 - 3         | 3 - 1         | 0 - 0         | 1 - 0         | 1 - 0         | 0 - 0         | 0 - 2         | 1 - 1              | 1 - 1              | 2 - 1              | 1 - 0              | 1 - 2              | 0 - 2              |
| Xelajú MC      | COM           | IZT           | SLC           | MAL           | ANT           | COM           | IZT           | SLC           | MAL           | ANT           | ACH                | GST                | COB                | SAC                | SNR                | MUN                |
| Xelajú MC      | 2 - 3         | 2 - 1         | 0 - 0         | 0 - 0         | 1 - 1         | 0 - 1         | 0 - 1         | 0 - 1         | 0 - 0         | 3 - 0         | 1 - 1              | 1 - 1              | 0 - 0              | 3 - 1              | 1 - 1              | 0 - 3              |

## Fechas
El calendario es exactamente el mismo que el del Torneo Apertura 2020, salvo una excepción, las localías de los partidos interregionales se invertirán.

### Grupo A
- Los horarios son correspondientes al tiempo de Guatemala (UTC-6).
- Todos los partidos se jugaron sin público.

| Jornada 1                                                                        | Jornada 1 | Jornada 1   | Jornada 1     | Jornada 1     | Jornada 1 | Jornada 1    | Jornada 1 | Jornada 1 | Jornada 1 |
| Local                                                                            | Resultado | Visitante   | Estadio       | Fecha         | Hora      | Espectadores | Canal     |           | Expulsado |
| -------------------------------------------------------------------------------- | --------- | ----------- | ------------- | ------------- | --------- | ------------ | --------- | --------- | --------- |
| Iztapa                                                                           | 1 - 1     | Malacateco  | El Morón      | 20 de febrero | 11:00     | 0            |           | 7         | 1         |
| Santa Lucía                                                                      | 1 - 0     | Antigua GFC | Cotzumalguapa | 21 de febrero | 11:00     | 0            |           | 7         | 2         |
| Comunicaciones                                                                   | 3 - 2     | Xelajú MC   | Nacional      | 21 de febrero | 18:00     | 0            |           | 4         | 1         |
| Total de goles: 8 Total de Asistencia: - Total de Tarjetas Amarillas/Rojas: 18/4 |           |             |               |               |           |              |           |           |           |

| Jornada 2                                                                        | Jornada 2 | Jornada 2      | Jornada 2       | Jornada 2     | Jornada 2 | Jornada 2    | Jornada 2 | Jornada 2 | Jornada 2 |
| Local                                                                            | Resultado | Visitante      | Estadio         | Fecha         | Hora      | Espectadores | Canal     |           | Expulsado |
| -------------------------------------------------------------------------------- | --------- | -------------- | --------------- | ------------- | --------- | ------------ | --------- | --------- | --------- |
| Antigua GFC                                                                      | 1 - 2     | Comunicaciones | Pensativo       | 27 de febrero | 11:30     | 0            |           | 5         | -         |
| Malacateco                                                                       | 0 - 0     | Santa Lucía    | Israel Barrios  | 27 de febrero | 12:00     | 0            |           | 2         | -         |
| Xelajú MC                                                                        | 2 - 1     | Iztapa         | Mario Camposeco | 28 de febrero | 15:30     | 0            |           | 8         | -         |
| Total de goles: 6 Total de Asistencia: - Total de Tarjetas Amarillas/Rojas: 15/0 |           |                |                 |               |           |              |           |           |           |

| Jornada 3                                                                        | Jornada 3 | Jornada 3      | Jornada 3      | Jornada 3  | Jornada 3 | Jornada 3    | Jornada 3 | Jornada 3 | Jornada 3 |
| Local                                                                            | Resultado | Visitante      | Estadio        | Fecha      | Hora      | Espectadores | Canal     |           | Expulsado |
| -------------------------------------------------------------------------------- | --------- | -------------- | -------------- | ---------- | --------- | ------------ | --------- | --------- | --------- |
| Iztapa                                                                           | 3 - 3     | Comunicaciones | El Morón       | 3 de marzo | 12:00     | 0            |           | 5         | -         |
| Malacateco                                                                       | 2 - 0     | Antigua GFC    | Israel Barrios | 3 de marzo | 12:00     | 0            |           | 6         | -         |
| Santa Lucía                                                                      | 0 - 0     | Xelajú MC      | Cotzumalguapa  | 3 de marzo | 15:00     | 0            |           | 6         | -         |
| Total de goles: 8 Total de Asistencia: - Total de Tarjetas Amarillas/Rojas: 17/0 |           |                |                |            |           |              |           |           |           |

| Jornada 4                                                                         | Jornada 4 | Jornada 4   | Jornada 4       | Jornada 4  | Jornada 4 | Jornada 4    | Jornada 4 | Jornada 4 | Jornada 4 |
| Local                                                                             | Resultado | Visitante   | Estadio         | Fecha      | Hora      | Espectadores | Canal     |           | Expulsado |
| --------------------------------------------------------------------------------- | --------- | ----------- | --------------- | ---------- | --------- | ------------ | --------- | --------- | --------- |
| Iztapa                                                                            | 5 - 2     | Antigua GFC | El Morón        | 6 de marzo | 13:00     | 0            |           | 5         | -         |
| Comunicaciones                                                                    | 3 - 1     | Santa Lucía | Nacional        | 6 de marzo | 17:00     | 0            |           | 3         | -         |
| Xelajú MC                                                                         | 0 - 0     | Malacateco  | Mario Camposeco | 7 de marzo | 15:30     | 0            |           | 6         | -         |
| Total de goles: 11 Total de Asistencia: - Total de Tarjetas Amarillas/Rojas: 14/0 |           |             |                 |            |           |              |           |           |           |

| Jornada 5                                                                       | Jornada 5 | Jornada 5      | Jornada 5     | Jornada 5   | Jornada 5 | Jornada 5    | Jornada 5 | Jornada 5 | Jornada 5 |
| Local                                                                           | Resultado | Visitante      | Estadio       | Fecha       | Hora      | Espectadores | Canal     |           | Expulsado |
| ------------------------------------------------------------------------------- | --------- | -------------- | ------------- | ----------- | --------- | ------------ | --------- | --------- | --------- |
| Antigua GFC                                                                     | 1 - 1     | Xelajú MC      | Pensativo     | 10 de marzo | 11:00     | 0            |           | 4         | -         |
| Malacateco                                                                      | 0 - 3     | Comunicaciones | Santa Lucía   | 10 de marzo | 12:00     | 0            |           | 1         | -         |
| Santa Lucía                                                                     | 3 - 1     | Iztapa         | Cotzumalguapa | 10 de marzo | 15:00     | 0            |           | 1         | -         |
| Total de goles: 9 Total de Asistencia: - Total de Tarjetas Amarillas/Rojas: 6/0 |           |                |               |             |           |              |           |           |           |

| Jornada 6                                                                        | Jornada 6 | Jornada 6      | Jornada 6       | Jornada 6   | Jornada 6 | Jornada 6    | Jornada 6 | Jornada 6 | Jornada 6 |
| Local                                                                            | Resultado | Visitante      | Estadio         | Fecha       | Hora      | Espectadores | Canal     |           | Expulsado |
| -------------------------------------------------------------------------------- | --------- | -------------- | --------------- | ----------- | --------- | ------------ | --------- | --------- | --------- |
| Xelajú MC                                                                        | 0 - 1     | Comunicaciones | Mario Camposeco | 13 de marzo | 15:30     | 0            |           | 6         | -         |
| Malacateco                                                                       | 1 - 1     | Iztapa         | Israel Barrios  | 14 de marzo | 12:00     | 0            |           | 8         | -         |
| Antigua GFC                                                                      | 0 - 0     | Santa Lucía    | Pensativo       | 14 de marzo | 15:00     | 0            |           | 4         | -         |
| Total de goles: 3 Total de Asistencia: - Total de Tarjetas Amarillas/Rojas: 18/0 |           |                |                 |             |           |              |           |           |           |

| Jornada 7                                                                        | Jornada 7 | Jornada 7   | Jornada 7     | Jornada 7   | Jornada 7 | Jornada 7    | Jornada 7 | Jornada 7 | Jornada 7 |
| Local                                                                            | Resultado | Visitante   | Estadio       | Fecha       | Hora      | Espectadores | Canal     |           | Expulsado |
| -------------------------------------------------------------------------------- | --------- | ----------- | ------------- | ----------- | --------- | ------------ | --------- | --------- | --------- |
| Iztapa                                                                           | 1 - 0     | Xelajú MC   | El Morón      | 31 de marzo | 12:00     | 0            |           | 10        | 2         |
| Santa Lucía                                                                      | 1 - 0     | Malacateco  | Cotzumalguapa | 31 de marzo | 15:00     | 0            |           | 3         | -         |
| Comunicaciones                                                                   | 0 - 0     | Antigua GFC | Nacional      | 1 de abril  | 18:00     | 0            |           | 2         | -         |
| Total de goles: 2 Total de Asistencia: - Total de Tarjetas Amarillas/Rojas: 15/2 |           |             |               |             |           |              |           |           |           |

| Jornada 8                                                                        | Jornada 8 | Jornada 8   | Jornada 8       | Jornada 8  | Jornada 8 | Jornada 8    | Jornada 8 | Jornada 8 | Jornada 8 |
| Local                                                                            | Resultado | Visitante   | Estadio         | Fecha      | Hora      | Espectadores | Canal     |           | Expulsado |
| -------------------------------------------------------------------------------- | --------- | ----------- | --------------- | ---------- | --------- | ------------ | --------- | --------- | --------- |
| Antigua GFC                                                                      | 1 - 2     | Malacateco  | Pensativo       | 4 de abril | 11:30     | 0            |           | 5         | 1         |
| Xelajú MC                                                                        | 0 - 1     | Santa Lucía | Mario Camposeco | 4 de abril | 15:30     | 0            |           | 5         | -         |
| Comunicaciones                                                                   | 5 - 0     | Iztapa      | Nacional        | 4 de abril | 18:00     | 0            |           | 5         | -         |
| Total de goles: 9 Total de Asistencia: - Total de Tarjetas Amarillas/Rojas: 15/1 |           |             |                 |            |           |              |           |           |           |

| Jornada 9                                                                        | Jornada 9 | Jornada 9      | Jornada 9      | Jornada 9  | Jornada 9 | Jornada 9    | Jornada 9 | Jornada 9 | Jornada 9 |
| Local                                                                            | Resultado | Visitante      | Estadio        | Fecha      | Hora      | Espectadores | Canal     |           | Expulsado |
| -------------------------------------------------------------------------------- | --------- | -------------- | -------------- | ---------- | --------- | ------------ | --------- | --------- | --------- |
| Malacateco                                                                       | 0 - 0     | Xelajú MC      | Israel Barrios | 7 de abril | 12:00     | 0            |           | 5         | -         |
| Antigua GFC                                                                      | 3 - 2     | Iztapa         | Pensativo      | 7 de abril | 15:00     | 0            |           | 3         | -         |
| Santa Lucía                                                                      | 0 - 0     | Comunicaciones | Cotzumalguapa  | 7 de abril | 15:00     | 0            |           | 3         | -         |
| Total de goles: 5 Total de Asistencia: - Total de Tarjetas Amarillas/Rojas: 11/0 |           |                |                |            |           |              |           |           |           |

| Jornada 10                                                                       | Jornada 10 | Jornada 10  | Jornada 10      | Jornada 10  | Jornada 10 | Jornada 10   | Jornada 10 | Jornada 10 | Jornada 10 |
| Local                                                                            | Resultado  | Visitante   | Estadio         | Fecha       | Hora       | Espectadores | Canal      |            | Expulsado  |
| -------------------------------------------------------------------------------- | ---------- | ----------- | --------------- | ----------- | ---------- | ------------ | ---------- | ---------- | ---------- |
| Iztapa                                                                           | 2 - 0      | Santa Lucía | El Morón        | 10 de abril | 13:00      | 0            |            | 6          | -          |
| Xelajú MC                                                                        | 3 - 0      | Antigua GFC | Mario Camposeco | 11 de abril | 15:30      | 0            |            | 1          | -          |
| Comunicaciones                                                                   | 1 - 0      | Malacateco  | Nacional        | 11 de abril | 18:00      | 0            |            | 5          | 2          |
| Total de goles: 6 Total de Asistencia: - Total de Tarjetas Amarillas/Rojas: 12/2 |            |             |                 |             |            |              |            |            |            |

### Grupo B
- Los horarios son correspondientes al tiempo de Guatemala (UTC-6).

| Jornada 1                                                                        | Jornada 1 | Jornada 1 | Jornada 1       | Jornada 1     | Jornada 1 | Jornada 1    | Jornada 1 | Jornada 1 | Jornada 1 |
| Local                                                                            | Resultado | Visitante | Estadio         | Fecha         | Hora      | Espectadores | Canal     |           | Expulsado |
| -------------------------------------------------------------------------------- | --------- | --------- | --------------- | ------------- | --------- | ------------ | --------- | --------- | --------- |
| Sacachispas                                                                      | 1 - 0     | Achuapa   | Las Victorias   | 20 de febrero | 17:00     | -            |           | 9         | 1         |
| Cobán Imperial                                                                   | 1 - 0     | Municipal | Verapaz         | 21 de febrero | 11:00     | -            |           | 3         | -         |
| Guastatoya                                                                       | 5 - 1     | Sanarate  | David C. Hichos | 21 de febrero | 15:00     | -            |           | 2         | -         |
| Total de goles: 8 Total de Asistencia: - Total de Tarjetas Amarillas/Rojas: 14/1 |           |           |                 |               |           |              |           |           |           |

| Jornada 2                                                                        | Jornada 2 | Jornada 2      | Jornada 2          | Jornada 2     | Jornada 2 | Jornada 2    | Jornada 2 | Jornada 2 | Jornada 2 |
| Local                                                                            | Resultado | Visitante      | Estadio            | Fecha         | Hora      | Espectadores | Canal     |           | Expulsado |
| -------------------------------------------------------------------------------- | --------- | -------------- | ------------------ | ------------- | --------- | ------------ | --------- | --------- | --------- |
| Municipal                                                                        | 0 - 1     | Guastatoya     | El Trébol          | 27 de febrero | 15:00     | 0            |           | 6         | -         |
| Achuapa                                                                          | 2 - 1     | Cobán Imperial | Manuel Ariza       | 28 de febrero | 11:00     | 0            |           | 6         | 1         |
| Sanarate                                                                         | 0 - 0     | Sacachispas    | Municipal Sanarate | 28 de febrero | 13:00     | 0            |           | 5         | -         |
| Total de goles: 4 Total de Asistencia: - Total de Tarjetas Amarillas/Rojas: 17/1 |           |                |                    |               |           |              |           |           |           |

| Jornada 3                                                                        | Jornada 3 | Jornada 3   | Jornada 3       | Jornada 3  | Jornada 3 | Jornada 3    | Jornada 3 | Jornada 3 | Jornada 3 |
| Local                                                                            | Resultado | Visitante   | Estadio         | Fecha      | Hora      | Espectadores | Canal     |           | Expulsado |
| -------------------------------------------------------------------------------- | --------- | ----------- | --------------- | ---------- | --------- | ------------ | --------- | --------- | --------- |
| Guastatoya                                                                       | 3 - 0     | Achuapa     | David C. Hichos | 3 de marzo | 15:00     | 0            |           | 2         | -         |
| Cobán Imperial                                                                   | 2 - 2     | Sacachispas | Verapaz         | 3 de marzo | 15:00     | 0            |           | 3         | -         |
| Municipal                                                                        | 3 - 1     | Sanarate    | El Trébol       | 3 de marzo | 15:00     | 0            |           | -         | -         |
| Total de goles: 11 Total de Asistencia: - Total de Tarjetas Amarillas/Rojas: 5/0 |           |             |                 |            |           |              |           |           |           |

| Jornada 4                                                                        | Jornada 4 | Jornada 4  | Jornada 4     | Jornada 4  | Jornada 4 | Jornada 4    | Jornada 4 | Jornada 4 | Jornada 4 |
| Local                                                                            | Resultado | Visitante  | Estadio       | Fecha      | Hora      | Espectadores | Canal     |           | Expulsado |
| -------------------------------------------------------------------------------- | --------- | ---------- | ------------- | ---------- | --------- | ------------ | --------- | --------- | --------- |
| Cobán Imperial                                                                   | 2 - 0     | Sanarate   | Verapaz       | 6 de marzo | 11:00     | 0            |           | 3         | -         |
| Sacachispas                                                                      | 0 - 1     | Guastatoya | Las Victorias | 6 de marzo | 19:00     | 0            |           | 3         | -         |
| Achuapa                                                                          | 1 - 2     | Municipal  | Manuel Ariza  | 7 de marzo | 13:00     | 0            |           | 5         | -         |
| Total de goles: 6 Total de Asistencia: - Total de Tarjetas Amarillas/Rojas: 11/0 |           |            |               |            |           |              |           |           |           |

| Jornada 5                                                                        | Jornada 5 | Jornada 5      | Jornada 5          | Jornada 5   | Jornada 5 | Jornada 5    | Jornada 5 | Jornada 5 | Jornada 5 |
| Local                                                                            | Resultado | Visitante      | Estadio            | Fecha       | Hora      | Espectadores | Canal     |           | Expulsado |
| -------------------------------------------------------------------------------- | --------- | -------------- | ------------------ | ----------- | --------- | ------------ | --------- | --------- | --------- |
| Sanarate                                                                         | 2 - 1     | Achuapa        | Municipal Sanarate | 10 de marzo | 13:00     | 0            |           | 5         | -         |
| Guastatoya                                                                       | 1 - 1     | Cobán Imperial | David C. Hichos    | 10 de marzo | 15:00     | 0            |           | -         | -         |
| Municipal                                                                        | 1 - 2     | Sacachispas    | El Trébol          | 10 de marzo | 15:00     | 0            |           | 5         | 1         |
| Total de goles: 8 Total de Asistencia: - Total de Tarjetas Amarillas/Rojas: 10/1 |           |                |                    |             |           |              |           |           |           |

| Jornada 6                                                                         | Jornada 6 | Jornada 6      | Jornada 6          | Jornada 6   | Jornada 6 | Jornada 6    | Jornada 6 | Jornada 6 | Jornada 6 |
| Local                                                                             | Resultado | Visitante      | Estadio            | Fecha       | Hora      | Espectadores | Canal     |           | Expulsado |
| --------------------------------------------------------------------------------- | --------- | -------------- | ------------------ | ----------- | --------- | ------------ | --------- | --------- | --------- |
| Achuapa                                                                           | 2 - 1     | Sacachispas    | Manuel Ariza       | 13 de marzo | 13:00     | 0            |           | 4         | -         |
| Municipal                                                                         | 2 - 0     | Cobán Imperial | Municipal Sanarate | 13 de marzo | 15:00     | 0            |           | 5         | -         |
| Sanarate                                                                          | 3 - 2     | Guastatoya     | El Trébol          | 14 de marzo | 11:00     | 0            |           | 4         | -         |
| Total de goles: 10 Total de Asistencia: - Total de Tarjetas Amarillas/Rojas: 13/0 |           |                |                    |             |           |              |           |           |           |

| Jornada 7                                                                        | Jornada 7 | Jornada 7 | Jornada 7       | Jornada 7   | Jornada 7 | Jornada 7    | Jornada 7 | Jornada 7 | Jornada 7 |
| Local                                                                            | Resultado | Visitante | Estadio         | Fecha       | Hora      | Espectadores | Canal     |           | Expulsado |
| -------------------------------------------------------------------------------- | --------- | --------- | --------------- | ----------- | --------- | ------------ | --------- | --------- | --------- |
| Cobán Imperial                                                                   | 3 - 2     | Achuapa   | Verapaz         | 31 de marzo | 11:00     | 0            |           | 7         | 2         |
| Sacachispas                                                                      | 2 - 1     | Sanarate  | Las Victorias   | 31 de marzo | 18:00     | 0            |           | 7         | -         |
| Guastatoya                                                                       | 0 - 0     | Municipal | David C. Hichos | 1 de abril  | 15:00     | 0            |           | 7         | -         |
| Total de goles: 8 Total de Asistencia: - Total de Tarjetas Amarillas/Rojas: 21/2 |           |           |                 |             |           |              |           |           |           |

| Jornada 8                                                                        | Jornada 8 | Jornada 8      | Jornada 8          | Jornada 8  | Jornada 8 | Jornada 8    | Jornada 8 | Jornada 8 | Jornada 8 |
| Local                                                                            | Resultado | Visitante      | Estadio            | Fecha      | Hora      | Espectadores | Canal     |           | Expulsado |
| -------------------------------------------------------------------------------- | --------- | -------------- | ------------------ | ---------- | --------- | ------------ | --------- | --------- | --------- |
| Sacachispas                                                                      | 1 - 2     | Cobán Imperial | Las Victorias      | 3 de abril | 18:00     | 0            |           | 4         | -         |
| Achuapa                                                                          | 1 - 0     | Guastatoya     | Manuel Ariza       | 4 de abril | 11:00     | 0            |           | 5         | -         |
| Sanarate                                                                         | 2 - 1     | Municipal      | Municipal Sanarate | 4 de abril | 11:00     | 0            |           | 1         | -         |
| Total de goles: 7 Total de Asistencia: - Total de Tarjetas Amarillas/Rojas: 10/0 |           |                |                    |            |           |              |           |           |           |

| Jornada 9                                                                        | Jornada 9 | Jornada 9      | Jornada 9          | Jornada 9  | Jornada 9 | Jornada 9    | Jornada 9 | Jornada 9 | Jornada 9 |
| Local                                                                            | Resultado | Visitante      | Estadio            | Fecha      | Hora      | Espectadores | Canal     |           | Expulsado |
| -------------------------------------------------------------------------------- | --------- | -------------- | ------------------ | ---------- | --------- | ------------ | --------- | --------- | --------- |
| Sanarate                                                                         | 0 - 0     | Cobán Imperial | Municipal Sanarate | 7 de abril | 13:00     | 0            |           | 4         | -         |
| Municipal                                                                        | 3 - 0     | Achuapa        | El Trébol          | 7 de abril | 15:00     | 0            |           | 6         | -         |
| Guastatoya                                                                       | 3 - 0     | Sacachispas    | David C. Hichos    | 7 de abril | 15:00     | 0            |           | -         | -         |
| Total de goles: 6 Total de Asistencia: - Total de Tarjetas Amarillas/Rojas: 10/0 |           |                |                    |            |           |              |           |           |           |

| Jornada 10                                                                       | Jornada 10 | Jornada 10 | Jornada 10    | Jornada 10  | Jornada 10 | Jornada 10   | Jornada 10 | Jornada 10 | Jornada 10 |
| Local                                                                            | Resultado  | Visitante  | Estadio       | Fecha       | Hora       | Espectadores | Canal      |            | Expulsado  |
| -------------------------------------------------------------------------------- | ---------- | ---------- | ------------- | ----------- | ---------- | ------------ | ---------- | ---------- | ---------- |
| Cobán Imperial                                                                   | 0 - 1      | Guastatoya | Verapaz       | 10 de abril | 11:00      | 0            |            | 5          | -          |
| Sacachispas                                                                      | 0 - 3      | Municipal  | Las Victorias | 11 de abril | 19:00      | 0            |            | 3          | -          |
| Achuapa                                                                          | 2 - 2      | Sanarate   | Manuel Ariza  | 11 de abril | 11:00      | 0            |            | 4          | -          |
| Total de goles: 8 Total de Asistencia: - Total de Tarjetas Amarillas/Rojas: 12/0 |            |            |               |             |            |              |            |            |            |

### Interregionales
- Los horarios son correspondientes al tiempo de Guatemala (UTC-6).

| Jornada 11                                                                        | Jornada 11 | Jornada 11     | Jornada 11         | Jornada 11  | Jornada 11 | Jornada 11   | Jornada 11 | Jornada 11 | Jornada 11 |
| Local                                                                             | Resultado  | Visitante      | Estadio            | Fecha       | Hora       | Espectadores | Canal      |            | Expulsado  |
| --------------------------------------------------------------------------------- | ---------- | -------------- | ------------------ | ----------- | ---------- | ------------ | ---------- | ---------- | ---------- |
| Achuapa                                                                           | 1 - 1      | Xelajú MC      | Manuel Ariza       | 14 de abril | 12:00      | 0            |            | 6          | -          |
| Sanarate                                                                          | 1 - 1      | Antigua GFC    | Municipal Sanarate | 14 de abril | 13:00      | 0            |            | 5          | 1          |
| Guastatoya                                                                        | 1 - 1      | Santa Lucía    | David C. Hichos    | 14 de abril | 15:00      | 0            |            | 8          | 3          |
| Cobán Imperial                                                                    | 2 - 2      | Iztapa         | Verapaz            | 14 de abril | 15:00      | 0            |            | 4          | 0          |
| Municipal                                                                         | 3 - 0      | Malacateco     | El Trébol          | 14 de abril | 15:00      | 0            |            | 2          | 1          |
| Sacachispas                                                                       | 1 - 0      | Comunicaciones | Las Victorias      | 14 de abril | 19:00      | 0            |            | 5          | -          |
| Total de goles: 14 Total de Asistencia: - Total de Tarjetas Amarillas/Rojas: 30/5 |            |                |                    |             |            |              |            |            |            |

| Jornada 12                                                                        | Jornada 12 | Jornada 12     | Jornada 12      | Jornada 12  | Jornada 12 | Jornada 12   | Jornada 12 | Jornada 12 | Jornada 12 |
| Local                                                                             | Resultado  | Visitante      | Estadio         | Fecha       | Hora       | Espectadores | Canal      |            | Expulsado  |
| --------------------------------------------------------------------------------- | ---------- | -------------- | --------------- | ----------- | ---------- | ------------ | ---------- | ---------- | ---------- |
| Iztapa                                                                            | 4 - 0      | Sacachispas    | El Morón        | 17 de abril | 12:00      | 0            |            | 1          | -          |
| Santa Lucía                                                                       | 1 - 1      | Cobán Imperial | Cotzumalguapa   | 17 de abril | 15:00      | 0            |            | 1          | -          |
| Comunicaciones                                                                    | 3 - 0      | Sanarate       | Nacional        | 17 de abril | 18:00      | 0            |            | 1          | -          |
| Antigua GFC                                                                       | 1 - 1      | Municipal      | Pensativo       | 18 de abril | 11:30      | 0            |            | 4          | -          |
| Malacateco                                                                        | 1 - 0      | Achuapa        | Santa Lucía     | 18 de abril | 12:00      | 0            |            | 2          | -          |
| Xelajú MC                                                                         | 1 - 1      | Guastatoya     | Mario Camposeco | 18 de abril | 15:30      | 0            |            | 10         | -          |
| Total de goles: 14 Total de Asistencia: - Total de Tarjetas Amarillas/Rojas: 19/0 |            |                |                 |             |            |              |            |            |            |

| Jornada 13                                                                       | Jornada 13 | Jornada 13     | Jornada 13         | Jornada 13  | Jornada 13 | Jornada 13   | Jornada 13 | Jornada 13 | Jornada 13 |
| Local                                                                            | Resultado  | Visitante      | Estadio            | Fecha       | Hora       | Espectadores | Canal      |            | Expulsado  |
| -------------------------------------------------------------------------------- | ---------- | -------------- | ------------------ | ----------- | ---------- | ------------ | ---------- | ---------- | ---------- |
| Cobán Imperial                                                                   | 0 - 0      | Xelajú MC      | Verapaz            | 21 de abril | 11:00      | 0            |            | 3          | -          |
| Achuapa                                                                          | 1 - 2      | Antigua GFC    | Manuel Ariza       | 21 de abril | 12:00      | 0            |            | 6          | -          |
| Sanarate                                                                         | 1 - 1      | Iztapa         | Municipal Sanarate | 21 de abril | 13:00      | 0            |            | 8          | 1          |
| Municipal                                                                        | 0 - 1      | Comunicaciones | El Trébol          | 21 de abril | 15:00      | 0            |            | 7          | 1          |
| Guastatoya                                                                       | 0 - 0      | Malacateco     | David C. Hichos    | 21 de abril | 15:00      | 0            |            | 4          | -          |
| Sacachispas                                                                      | 1 - 2      | Santa Lucía    | Las Victorias      | 21 de abril | 18:00      | 0            |            | 5          | -          |
| Total de goles: 9 Total de Asistencia: - Total de Tarjetas Amarillas/Rojas: 33/2 |            |                |                    |             |            |              |            |            |            |

| Jornada 14                                                                       | Jornada 14 | Jornada 14     | Jornada 14      | Jornada 14  | Jornada 14 | Jornada 14   | Jornada 14 | Jornada 14 | Jornada 14 |
| Local                                                                            | Resultado  | Visitante      | Estadio         | Fecha       | Hora       | Espectadores | Canal      |            | Expulsado  |
| -------------------------------------------------------------------------------- | ---------- | -------------- | --------------- | ----------- | ---------- | ------------ | ---------- | ---------- | ---------- |
| Iztapa                                                                           | 0 - 0      | Municipal      | El Morón        | 24 de abril | 12:00      | 0            |            | 4          | -          |
| Santa Lucía                                                                      | 1 - 0      | Sanarate       | Cotzumalguapa   | 24 de abril | 15:00      | 0            |            | 5          | -          |
| Antigua GFC                                                                      | 0 - 0      | Guastatoya     | Pensativo       | 25 de abril | 11:30      | 0            |            | 4          | -          |
| Malacateco                                                                       | 0 - 0      | Cobán Imperial | Santa Lucía     | 25 de abril | 12:00      | 0            |            | 5          | -          |
| Xelajú MC                                                                        | 3 - 1      | Sacachispas    | Mario Camposeco | 25 de abril | 15:30      | 0            |            | 6          | -          |
| Comunicaciones                                                                   | 2 - 1      | Achuapa        | Nacional        | 25 de abril | 18:00      | 0            |            | 4          | -          |
| Total de goles: 8 Total de Asistencia: - Total de Tarjetas Amarillas/Rojas: 28/0 |            |                |                 |             |            |              |            |            |            |

| Jornada 15                                                                        | Jornada 15 | Jornada 15     | Jornada 15         | Jornada 15  | Jornada 15 | Jornada 15   | Jornada 15 | Jornada 15 | Jornada 15 |
| Local                                                                             | Resultado  | Visitante      | Estadio            | Fecha       | Hora       | Espectadores | Canal      |            | Expulsado  |
| --------------------------------------------------------------------------------- | ---------- | -------------- | ------------------ | ----------- | ---------- | ------------ | ---------- | ---------- | ---------- |
| Sanarate                                                                          | 1 - 1      | Xelajú MC      | Municipal Sanarate | 28 de abril | 13:00      | 0            |            | 4          | -          |
| Municipal                                                                         | 2 - 1      | Santa Lucía    | El Trébol          | 28 de abril | 15:00      | 0            |            | 4          | -          |
| Achuapa                                                                           | 0 - 3      | Iztapa         | Manuel Ariza       | 28 de abril | 15:00      | 0            |            | 3          | -          |
| Guastatoya                                                                        | 2 - 0      | Comunicaciones | David C. Hichos    | 28 de abril | 15:00      | 0            |            | 4          | -          |
| Cobán Imperial                                                                    | 4 - 2      | Antigua GFC    | Verapaz            | 28 de abril | 15:00      | 0            |            | -          | -          |
| Sacachispas                                                                       | 2 - 1      | Malacateco     | Las Victorias      | 28 de abril | 19:00      | 0            |            | 6          | -          |
| Total de goles: 19 Total de Asistencia: - Total de Tarjetas Amarillas/Rojas: 21/0 |            |                |                    |             |            |              |            |            |            |

| Jornada 16                                                                        | Jornada 16 | Jornada 16     | Jornada 16      | Jornada 16 | Jornada 16 | Jornada 16   | Jornada 16 | Jornada 16 | Jornada 16 |
| Local                                                                             | Resultado  | Visitante      | Estadio         | Fecha      | Hora       | Espectadores | Canal      |            | Expulsado  |
| --------------------------------------------------------------------------------- | ---------- | -------------- | --------------- | ---------- | ---------- | ------------ | ---------- | ---------- | ---------- |
| Xelajú MC                                                                         | 0 - 3      | Municipal      | Mario Camposeco | 2 de mayo  | 11:00      | 0            |            | 5          | 2          |
| Santa Lucía                                                                       | 0 - 2      | Achuapa        | Cotzumalguapa   | 2 de mayo  | 11:00      | 0            |            | 6          | -          |
| Iztapa                                                                            | 2 - 2      | Guastatoya     | El Morón        | 2 de mayo  | 11:00      | 0            |            | 7          | -          |
| Comunicaciones                                                                    | 1 - 1      | Cobán Imperial | Nacional        | 2 de mayo  | 11:00      | 0            |            | 6          | -          |
| Antigua GFC                                                                       | 1 - 1      | Sacachispas    | Pensativo       | 2 de mayo  | 11:00      | 0            |            | 4          | -          |
| Malacateco                                                                        | 0 - 1      | Sanarate       | Santa Lucía     | 2 de mayo  | 11:00      | 0            |            | 2          | -          |
| Total de goles: 14 Total de Asistencia: - Total de Tarjetas Amarillas/Rojas: 30/2 |            |                |                 |            |            |              |            |            |            |

## Fase final

### Cuadro de desarrollo
|  | Cuartos de final                           | Cuartos de final                           | Cuartos de final                           | Cuartos de final                           | Cuartos de final                           |   |   | Semifinales                                   | Semifinales                                   | Semifinales                                   | Semifinales                                   | Semifinales                                   |  |   | Final                                | Final                                | Final                                | Final                                | Final                                |  |
|  | 5 y 6 (ida) 8 y 9 de mayo de 2021 (vuelta) | 5 y 6 (ida) 8 y 9 de mayo de 2021 (vuelta) | 5 y 6 (ida) 8 y 9 de mayo de 2021 (vuelta) | 5 y 6 (ida) 8 y 9 de mayo de 2021 (vuelta) | 5 y 6 (ida) 8 y 9 de mayo de 2021 (vuelta) |   |   | 12 y 13 (ida) 15 y 16 de mayo de 2021(vuelta) | 12 y 13 (ida) 15 y 16 de mayo de 2021(vuelta) | 12 y 13 (ida) 15 y 16 de mayo de 2021(vuelta) | 12 y 13 (ida) 15 y 16 de mayo de 2021(vuelta) | 12 y 13 (ida) 15 y 16 de mayo de 2021(vuelta) |  |   | 20 de mayo (ida) 23 de mayo (vuelta) | 20 de mayo (ida) 23 de mayo (vuelta) | 20 de mayo (ida) 23 de mayo (vuelta) | 20 de mayo (ida) 23 de mayo (vuelta) | 20 de mayo (ida) 23 de mayo (vuelta) |  |
|  |                                            |                                            |                                            |                                            |                                            |   |   |                                               |                                               |                                               |                                               |                                               |  |   |                                      |                                      |                                      |                                      |                                      |  |
|  |                                            |                                            |                                            |                                            |                                            |   |   |                                               |                                               |                                               |                                               |                                               |  |   |                                      |                                      |                                      |                                      |                                      |  |
|  | 1                                          | Comunicaciones                             | 1                                          | 1                                          | 2                                          |   |   |                                               |                                               |                                               |                                               |                                               |  |   |                                      |                                      |                                      |                                      |                                      |  |
|  | 1                                          | Comunicaciones                             | 1                                          | 1                                          | 2                                          |   |   |                                               |                                               |                                               |                                               |                                               |  |   |                                      |                                      |                                      |                                      |                                      |  |
|  | 8                                          | Sacachispas                                | 0                                          | 0                                          | 0                                          |   |   |                                               |                                               |                                               |                                               |                                               |  |   |                                      |                                      |                                      |                                      |                                      |  |
|  | 8                                          | Sacachispas                                | 0                                          | 0                                          | 0                                          |   | 1 | Comunicaciones                                | 2                                             | 1                                             | 3*                                            |                                               |  |   |                                      |                                      |                                      |                                      |                                      |  |
|  |                                            |                                            |                                            |                                            |                                            |   | 1 | Comunicaciones                                | 2                                             | 1                                             | 3*                                            |                                               |  |   |                                      |                                      |                                      |                                      |                                      |  |
|  |                                            |                                            | 6                                          | Iztapa                                     | 2                                          | 1 | 3 |                                               |                                               |                                               |                                               |                                               |  |   |                                      |                                      |                                      |                                      |                                      |  |
|  | 3                                          | Municipal                                  | 6                                          | Iztapa                                     | 2                                          | 1 | 3 | 1                                             | 0                                             | 1                                             |                                               |                                               |  |   |                                      |                                      |                                      |                                      |                                      |  |
|  | 3                                          | Municipal                                  |                                            |                                            |                                            |   |   |                                               |                                               | 1                                             |                                               |                                               |  |   |                                      |                                      |                                      |                                      |                                      |  |
|  | 6                                          | Iztapa                                     | 3                                          | 0                                          | 3                                          |   |   |                                               |                                               |                                               |                                               |                                               |  |   |                                      |                                      |                                      |                                      |                                      |  |
|  | 6                                          | Iztapa                                     | 3                                          | 0                                          | 3                                          |   |   |                                               |                                               |                                               |                                               |                                               |  | 1 | Comunicaciones                       | 0                                    | 5                                    | 5                                    |                                      |  |
|  |                                            |                                            |                                            |                                            |                                            |   |   |                                               |                                               |                                               |                                               |                                               |  | 1 | Comunicaciones                       | 0                                    | 5                                    | 5                                    |                                      |  |
|  |                                            |                                            | 4                                          | Santa Lucía                                | 4                                          | 2 | 6 |                                               |                                               |                                               |                                               |                                               |  |   |                                      |                                      |                                      |                                      |                                      |  |
|  | 2                                          | Guastatoya                                 | 4                                          | Santa Lucía                                | 4                                          | 2 | 6 | 0                                             | 4                                             | 4                                             |                                               |                                               |  |   |                                      |                                      |                                      |                                      |                                      |  |
|  | 2                                          | Guastatoya                                 |                                            |                                            |                                            |   |   |                                               |                                               | 4                                             |                                               |                                               |  |   |                                      |                                      |                                      |                                      |                                      |  |
|  | 7                                          | Sanarate                                   | 2                                          | 1                                          | 3                                          |   |   |                                               |                                               |                                               |                                               |                                               |  |   |                                      |                                      |                                      |                                      |                                      |  |
|  | 7                                          | Sanarate                                   | 2                                          | 1                                          | 3                                          |   | 2 | Guastatoya                                    | 0                                             | 1                                             | 1                                             |                                               |  |   |                                      |                                      |                                      |                                      |                                      |  |
|  |                                            |                                            |                                            |                                            |                                            |   | 2 | Guastatoya                                    | 0                                             | 1                                             | 1                                             |                                               |  |   |                                      |                                      |                                      |                                      |                                      |  |
|  |                                            |                                            | 4                                          | Santa Lucía                                | 1                                          | 2 | 3 |                                               |                                               |                                               |                                               |                                               |  |   |                                      |                                      |                                      |                                      |                                      |  |
|  | 4                                          | Santa Lucía                                | 4                                          | Santa Lucía                                | 1                                          | 2 | 3 | 1                                             | 3                                             | 4                                             |                                               |                                               |  |   |                                      |                                      |                                      |                                      |                                      |  |
|  | 4                                          | Santa Lucía                                |                                            |                                            |                                            |   |   |                                               |                                               | 4                                             |                                               |                                               |  |   |                                      |                                      |                                      |                                      |                                      |  |
|  | 5                                          | Cobán Imperial                             | 1                                          | 0                                          | 1                                          |   |   |                                               |                                               |                                               |                                               |                                               |  |   |                                      |                                      |                                      |                                      |                                      |  |
|  | 5                                          | Cobán Imperial                             | 1                                          | 0                                          | 1                                          |   |   |                                               |                                               |                                               |                                               |                                               |  |   |                                      |                                      |                                      |                                      |                                      |  |
|  |                                            |                                            |                                            |                                            |                                            |   |   |                                               |                                               |                                               |                                               |                                               |  |   |                                      |                                      |                                      |                                      |                                      |  |

Nota: Comunicaciones avanza a la gran final por mayor número de goles de visitante.

### Tabla de desempeño
|  | Pos. | Equipos                   | PJ | PG | PE | PP | GF | GC | Dif. | PTS | Clasificación      |
|  | ---- | ------------------------- | -- | -- | -- | -- | -- | -- | ---- | --- | ------------------ |
|  | 1º   | Santa Lucía Cotzumalguapa | 6  | 4  | 1  | 1  | 11 | 7  | +4   | 13  | Liga Concacaf 2021 |
|  | 2º   | Comunicaciones            | 6  | 3  | 2  | 1  | 10 | 9  | +1   | 11  |                    |
|  | 3º   | Guastatoya                | 4  | 1  | 0  | 3  | 5  | 6  | -1   | 3   |                    |
|  | 4º   | Iztapa                    | 4  | 1  | 3  | 0  | 6  | 4  | +2   | 6   |                    |
|  | 5º   | Sanarate                  | 2  | 1  | 0  | 1  | 3  | 4  | -1   | 3   |                    |
|  | 6º   | Municipal                 | 2  | 0  | 1  | 1  | 1  | 3  | -2   | 1   |                    |
|  | 7º   | Cobán Imperial            | 2  | 0  | 1  | 1  | 1  | 4  | -3   | 1   |                    |
|  | 8º   | Sacachispas               | 2  | 0  | 0  | 2  | 0  | 2  | -2   | 0   |                    |

### Cuartos de final

#### Comunicaciones - Sacachispas
| 5 de mayo de 2021, 19:00 | Sacachispas | 0:1 (0:1) | Comunicaciones     | Estadio Las Victorias, Chiquimula                   |                                                     |
|                          |             | Reporte   | Andrés Lezcano 26' | Asistencia: 0 espectadores Árbitro(s): Raul Gamarro | Asistencia: 0 espectadores Árbitro(s): Raul Gamarro |

| 8 de mayo de 2021, 18:00 | Comunicaciones  | 1:0 (0:0) | Sacachispas | Estadio Doroteo Guamuch Flores, Ciudad de Guatemala  |                                                      |
|                          | José Corena 87' | Reporte   |             | Asistencia: 0 espectadores Árbitro(s): Mario Escobar | Asistencia: 0 espectadores Árbitro(s): Mario Escobar |

- Comunicaciones clasifica con un marcador global de 2-0.

#### Guastatoya - Sanarate
| 5 de mayo de 2021, 13:00 | Sanarate                    | 2:0 (2:0) | Guastatoya | Estadio Municipal de Sanarate, Sanarate           |                                                   |
|                          | Christopher Ramírez 40, 45' | Reporte   |            | Asistencia: 0 espectadores Árbitro(s): Julio Luna | Asistencia: 0 espectadores Árbitro(s): Julio Luna |

| 8 de mayo de 2021, 15:00 | Guastatoya                                                                         | 4:1 (0:0) | Sanarate             | Estadio David Cordón Hichos, Guastatoya            |                                                    |
|                          | Maximiliano Lombardi 47' · Luis Martinez 63' · Luis Landin 68' · Ruben Morales 75' | Reporte   | Charles Martinez 79' | Asistencia: 0 espectadores Árbitro(s): Bryan López | Asistencia: 0 espectadores Árbitro(s): Bryan López |

- Guastatoya clasifica con un marcador global de 4-3.

### Semifinales

#### Comunicaciones - Iztapa
| 12 de mayo de 2021, 12:00 | Iztapa                             | 2:2 (1:1) | Comunicaciones          | Estadio El Morón, Iztapa                            |                                                     |
|                           | Nelso García 56' · Fredy Lopez 76' | Reporte   | Agustín Herrera 26, 62' | Asistencia: 0 espectadores Árbitro(s): Luis Escobar | Asistencia: 0 espectadores Árbitro(s): Luis Escobar |

| 15 de mayo de 2021, 18:00 | Comunicaciones   | 1:1 (0:1) | Iztapa                  | Estadio Doroteo Guamuch Flores, Ciudad de Guatemala |                                                    |
|                           | Óscar Santis 60' | Reporte   | Christian Hernández 21' | Asistencia: 0 espectadores Árbitro(s): Bryan López  | Asistencia: 0 espectadores Árbitro(s): Bryan López |

- Comunicaciones clasifica con un marcador global de 3-3 por mayor número de goles de visitante.

#### Guastatoya - Santa Lucía Cotzumalguapa
| 13 de mayo de 2021, 14:00 | Santa Lucía            | 1:0 (1:0) | Guastatoya | Estadio Cotzumalguapa, Santa Lucía Cotzumalguapa  |                                                   |
|                           | Jonathan Velásquez 10' | Reporte   |            | Asistencia: 0 espectadores Árbitro(s): Julio Luna | Asistencia: 0 espectadores Árbitro(s): Julio Luna |

| 16 de mayo de 2021, 15:00 | Guastatoya               | 1:2 (1:0) | Santa Lucía                                | Estadio David Cordón Hichos, Guastatoya              |                                                      |
|                           | Maximiliano Lombardi 25' | Reporte   | Anllel Porras 50' · Jonathan Velásquez 52' | Asistencia: 0 espectadores Árbitro(s): Mario Escobar | Asistencia: 0 espectadores Árbitro(s): Mario Escobar |

- Santa Lucía Cotzumalguapa clasifica con un marcador global de 1-3.

### Final

#### Ida
| 1     | POR   | Braulio Linares        |  |
| 21    | DEF   | Manfre Icuté           |  |
| 4     | DEF   | Thales Moreira         |  |
| 3     | DEF   | Santos Crisanto        |  |
| 18    | DEF   | Emerson Cabrera 72'    |  |
| 12    | MED   | William Amaya          |  |
| 20    | MED   | Diego Ruiz             |  |
| 10    | MED   | Rafael da Roza 59'     |  |
| 7     | MED   | Jonathan Velásquez 72' |  |
| 70    | DEL   | Isaac Acuña 51'        |  |
| 99    | DEL   | Romario da Silva       |  |
| D. T. | D. T. | Mario Acevedo Ruiz     |  |

| 1     | POR   | Kevin Moscoso          |  |
| 6     | DEF   | José Carlos Pinto      |  |
| 5     | DEF   | Alexander Robinson 69' |  |
| 4     | DEF   | Michael Umaña          |  |
| 2     | DEF   | Kevin Grijalva 45'     |  |
| 8     | MED   | Rodrigo Saravia 45'    |  |
| 25    | MED   | Jorge Aparicio         |  |
| 10    | MED   | José Contreras         |  |
| 18    | DEL   | Óscar Santis 69'       |  |
| 11    | DEL   | Agustín Herrera        |  |
| 9     | DEL   | Júnior Lacayo 45'      |  |
| D. T. | D. T. | Mauricio Tapia         |  |

| 13 | DEL | Mynor Ascencio Trejo      | 51' |
| 19 | MED | Enrique Miranda           | 59' |
| 17 | DEF | Kevin Ávila Erwin Morales | 72' |

| 31 | DEF | Stheven Robles Andrés Lezcano Manfred Russell | 45' |
| 7  | DEL | Alexander Robinson Óscar Santis               | 69' |

| 12' · 29' · 38' · 88' | Diego Ruiz Romario da Silva Isaac Acuña Romario da Silva | 1-0 2-0 3-0 4-0 |

| 89' | Enrique Miranda |

| Otorgado · Otorgado otra vez · Expulsado | José Carlos Pinto |

| Principal  | Walter López Castellanos |
| Asistentes | Julián Méndez            |
|            | Jorge Lemus              |
| Cuarto     | Armando Reyna            |

| 1     | POR   | Braulio Linares        |  |
| 21    | DEF   | Manfre Icuté           |  |
| 4     | DEF   | Thales Moreira         |  |
| 3     | DEF   | Santos Crisanto        |  |
| 18    | DEF   | Emerson Cabrera 72'    |  |
| 12    | MED   | William Amaya          |  |
| 20    | MED   | Diego Ruiz             |  |
| 10    | MED   | Rafael da Roza 59'     |  |
| 7     | MED   | Jonathan Velásquez 72' |  |
| 70    | DEL   | Isaac Acuña 51'        |  |
| 99    | DEL   | Romario da Silva       |  |
| D. T. | D. T. | Mario Acevedo Ruiz     |  |

| 1     | POR   | Kevin Moscoso          |  |
| 6     | DEF   | José Carlos Pinto      |  |
| 5     | DEF   | Alexander Robinson 69' |  |
| 4     | DEF   | Michael Umaña          |  |
| 2     | DEF   | Kevin Grijalva 45'     |  |
| 8     | MED   | Rodrigo Saravia 45'    |  |
| 25    | MED   | Jorge Aparicio         |  |
| 10    | MED   | José Contreras         |  |
| 18    | DEL   | Óscar Santis 69'       |  |
| 11    | DEL   | Agustín Herrera        |  |
| 9     | DEL   | Júnior Lacayo 45'      |  |
| D. T. | D. T. | Mauricio Tapia         |  |

| 13 | DEL | Mynor Ascencio Trejo      | 51' |
| 19 | MED | Enrique Miranda           | 59' |
| 17 | DEF | Kevin Ávila Erwin Morales | 72' |

| 31 | DEF | Stheven Robles Andrés Lezcano Manfred Russell | 45' |
| 7  | DEL | Alexander Robinson Óscar Santis               | 69' |

| 12' · 29' · 38' · 88' | Diego Ruiz Romario da Silva Isaac Acuña Romario da Silva | 1-0 2-0 3-0 4-0 |

| 89' | Enrique Miranda |

| Otorgado · Otorgado otra vez · Expulsado | José Carlos Pinto |

| Principal  | Walter López Castellanos |
| Asistentes | Julián Méndez            |
|            | Jorge Lemus              |
| Cuarto     | Armando Reyna            |

| 1     | POR   | Braulio Linares        |  |
| 21    | DEF   | Manfre Icuté           |  |
| 4     | DEF   | Thales Moreira         |  |
| 3     | DEF   | Santos Crisanto        |  |
| 18    | DEF   | Emerson Cabrera 72'    |  |
| 12    | MED   | William Amaya          |  |
| 20    | MED   | Diego Ruiz             |  |
| 10    | MED   | Rafael da Roza 59'     |  |
| 7     | MED   | Jonathan Velásquez 72' |  |
| 70    | DEL   | Isaac Acuña 51'        |  |
| 99    | DEL   | Romario da Silva       |  |
| D. T. | D. T. | Mario Acevedo Ruiz     |  |

| 1     | POR   | Kevin Moscoso          |  |
| 6     | DEF   | José Carlos Pinto      |  |
| 5     | DEF   | Alexander Robinson 69' |  |
| 4     | DEF   | Michael Umaña          |  |
| 2     | DEF   | Kevin Grijalva 45'     |  |
| 8     | MED   | Rodrigo Saravia 45'    |  |
| 25    | MED   | Jorge Aparicio         |  |
| 10    | MED   | José Contreras         |  |
| 18    | DEL   | Óscar Santis 69'       |  |
| 11    | DEL   | Agustín Herrera        |  |
| 9     | DEL   | Júnior Lacayo 45'      |  |
| D. T. | D. T. | Mauricio Tapia         |  |

| 13 | DEL | Mynor Ascencio Trejo      | 51' |
| 19 | MED | Enrique Miranda           | 59' |
| 17 | DEF | Kevin Ávila Erwin Morales | 72' |

| 31 | DEF | Stheven Robles Andrés Lezcano Manfred Russell | 45' |
| 7  | DEL | Alexander Robinson Óscar Santis               | 69' |

| 12' · 29' · 38' · 88' | Diego Ruiz Romario da Silva Isaac Acuña Romario da Silva | 1-0 2-0 3-0 4-0 |

| 89' | Enrique Miranda |

| Otorgado · Otorgado otra vez · Expulsado | José Carlos Pinto |

| Principal  | Walter López Castellanos |
| Asistentes | Julián Méndez            |
|            | Jorge Lemus              |
| Cuarto     | Armando Reyna            |

| 1     | POR   | Braulio Linares        |  |
| 21    | DEF   | Manfre Icuté           |  |
| 4     | DEF   | Thales Moreira         |  |
| 3     | DEF   | Santos Crisanto        |  |
| 18    | DEF   | Emerson Cabrera 72'    |  |
| 12    | MED   | William Amaya          |  |
| 20    | MED   | Diego Ruiz             |  |
| 10    | MED   | Rafael da Roza 59'     |  |
| 7     | MED   | Jonathan Velásquez 72' |  |
| 70    | DEL   | Isaac Acuña 51'        |  |
| 99    | DEL   | Romario da Silva       |  |
| D. T. | D. T. | Mario Acevedo Ruiz     |  |

| 1     | POR   | Kevin Moscoso          |  |
| 6     | DEF   | José Carlos Pinto      |  |
| 5     | DEF   | Alexander Robinson 69' |  |
| 4     | DEF   | Michael Umaña          |  |
| 2     | DEF   | Kevin Grijalva 45'     |  |
| 8     | MED   | Rodrigo Saravia 45'    |  |
| 25    | MED   | Jorge Aparicio         |  |
| 10    | MED   | José Contreras         |  |
| 18    | DEL   | Óscar Santis 69'       |  |
| 11    | DEL   | Agustín Herrera        |  |
| 9     | DEL   | Júnior Lacayo 45'      |  |
| D. T. | D. T. | Mauricio Tapia         |  |

| 13 | DEL | Mynor Ascencio Trejo      | 51' |
| 19 | MED | Enrique Miranda           | 59' |
| 17 | DEF | Kevin Ávila Erwin Morales | 72' |

| 31 | DEF | Stheven Robles Andrés Lezcano Manfred Russell | 45' |
| 7  | DEL | Alexander Robinson Óscar Santis               | 69' |

| 12' · 29' · 38' · 88' | Diego Ruiz Romario da Silva Isaac Acuña Romario da Silva | 1-0 2-0 3-0 4-0 |

| 89' | Enrique Miranda |

| Otorgado · Otorgado otra vez · Expulsado | José Carlos Pinto |

| Principal  | Walter López Castellanos |
| Asistentes | Julián Méndez            |
|            | Jorge Lemus              |
| Cuarto     | Armando Reyna            |

#### Vuelta
| 30    | POR   | Kevin Moscoso      |  |
| 31    | DEF   | Stheven Robles 79' |  |
| 3     | DEF   | Nicolás Samayoa    |  |
| 4     | DEF   | Michael Umaña      |  |
| 5     | DEF   | Alexander Robinson |  |
| 10    | MED   | José Contreras     |  |
| 25    | MED   | Jorge Aparicio 68' |  |
| 18    | MED   | Óscar Santis 79'   |  |
| 7     | MED   | Andrés Lezcano 36' |  |
| 11    | DEL   | Agustín Herrera    |  |
| 91    | DEL   | Nicolás Royón 68'  |  |
| D. T. | D. T. | Mauricio Tapia     |  |

| 1     | POR   | Braulio Linares        |  |
| 21    | DEF   | Manfre Icuté           |  |
| 4     | DEF   | Thales Moreira         |  |
| 3     | DEF   | Santos Crisanto        |  |
| 18    | DEF   | Emerson Cabrera 78'    |  |
| 12    | MED   | William Amaya          |  |
| 10    | MED   | Rafael da Roza         |  |
| 20    | MED   | Diego Ruiz 45'         |  |
| 7     | MED   | Jonathan Velásquez 45' |  |
| 9     | DEL   | Anllel Porras 45'      |  |
| 99    | DEL   | Romario da Silva       |  |
| D. T. | D. T. | Mario Acevedo Ruiz     |  |

| 9     | DEL     | Júnior Lacayo                 | 36' |
| 8 26  | MED     | Rodrigo Saravia Lynner García | 68' |
| 15 37 | MED DEF | Fredy Thompson Allen Yanes    | 79' |

| 13 23 70 | MED DEF DEL | Mynor Ascencio Trejo Erwin Morales Isaac Acuña | 45' |
| 19       | MED         | Enrique Miranda                                | 78' |

| 39' · 45+2' · 46' · 54' · 73' | Júnior Lacayo Stheven Robles Nicolás Royón Júnior Lacayo | 1-0 2-0 3-0 4-0 5-0 |

| 90+1' · 90+3' | Thales Moreira Enrique Miranda | 5-1 5-2 |

| 19' · 27' · 44' | Rodrigo Saravia Michael Umaña Alexander Robinson |

| 34' · 45' · 74' | Emerson Cabrera Braulio Linares William Amaya |

| width=20% | Jorge Aparicio |

| Otorgado · Otorgado otra vez · Expulsado | William Amaya |

| Principal  | Mario Escobar     |
| Asistentes | Juan Daniel Tipaz |
|            | René Ochoa        |
| Cuarto     | Bryan López       |

| 30    | POR   | Kevin Moscoso      |  |
| 31    | DEF   | Stheven Robles 79' |  |
| 3     | DEF   | Nicolás Samayoa    |  |
| 4     | DEF   | Michael Umaña      |  |
| 5     | DEF   | Alexander Robinson |  |
| 10    | MED   | José Contreras     |  |
| 25    | MED   | Jorge Aparicio 68' |  |
| 18    | MED   | Óscar Santis 79'   |  |
| 7     | MED   | Andrés Lezcano 36' |  |
| 11    | DEL   | Agustín Herrera    |  |
| 91    | DEL   | Nicolás Royón 68'  |  |
| D. T. | D. T. | Mauricio Tapia     |  |

| 1     | POR   | Braulio Linares        |  |
| 21    | DEF   | Manfre Icuté           |  |
| 4     | DEF   | Thales Moreira         |  |
| 3     | DEF   | Santos Crisanto        |  |
| 18    | DEF   | Emerson Cabrera 78'    |  |
| 12    | MED   | William Amaya          |  |
| 10    | MED   | Rafael da Roza         |  |
| 20    | MED   | Diego Ruiz 45'         |  |
| 7     | MED   | Jonathan Velásquez 45' |  |
| 9     | DEL   | Anllel Porras 45'      |  |
| 99    | DEL   | Romario da Silva       |  |
| D. T. | D. T. | Mario Acevedo Ruiz     |  |

| 9     | DEL     | Júnior Lacayo                 | 36' |
| 8 26  | MED     | Rodrigo Saravia Lynner García | 68' |
| 15 37 | MED DEF | Fredy Thompson Allen Yanes    | 79' |

| 13 23 70 | MED DEF DEL | Mynor Ascencio Trejo Erwin Morales Isaac Acuña | 45' |
| 19       | MED         | Enrique Miranda                                | 78' |

| 39' · 45+2' · 46' · 54' · 73' | Júnior Lacayo Stheven Robles Nicolás Royón Júnior Lacayo | 1-0 2-0 3-0 4-0 5-0 |

| 90+1' · 90+3' | Thales Moreira Enrique Miranda | 5-1 5-2 |

| 19' · 27' · 44' | Rodrigo Saravia Michael Umaña Alexander Robinson |

| 34' · 45' · 74' | Emerson Cabrera Braulio Linares William Amaya |

| width=20% | Jorge Aparicio |

| Otorgado · Otorgado otra vez · Expulsado | William Amaya |

| Principal  | Mario Escobar     |
| Asistentes | Juan Daniel Tipaz |
|            | René Ochoa        |
| Cuarto     | Bryan López       |

| 30    | POR   | Kevin Moscoso      |  |
| 31    | DEF   | Stheven Robles 79' |  |
| 3     | DEF   | Nicolás Samayoa    |  |
| 4     | DEF   | Michael Umaña      |  |
| 5     | DEF   | Alexander Robinson |  |
| 10    | MED   | José Contreras     |  |
| 25    | MED   | Jorge Aparicio 68' |  |
| 18    | MED   | Óscar Santis 79'   |  |
| 7     | MED   | Andrés Lezcano 36' |  |
| 11    | DEL   | Agustín Herrera    |  |
| 91    | DEL   | Nicolás Royón 68'  |  |
| D. T. | D. T. | Mauricio Tapia     |  |

| 1     | POR   | Braulio Linares        |  |
| 21    | DEF   | Manfre Icuté           |  |
| 4     | DEF   | Thales Moreira         |  |
| 3     | DEF   | Santos Crisanto        |  |
| 18    | DEF   | Emerson Cabrera 78'    |  |
| 12    | MED   | William Amaya          |  |
| 10    | MED   | Rafael da Roza         |  |
| 20    | MED   | Diego Ruiz 45'         |  |
| 7     | MED   | Jonathan Velásquez 45' |  |
| 9     | DEL   | Anllel Porras 45'      |  |
| 99    | DEL   | Romario da Silva       |  |
| D. T. | D. T. | Mario Acevedo Ruiz     |  |

| 9     | DEL     | Júnior Lacayo                 | 36' |
| 8 26  | MED     | Rodrigo Saravia Lynner García | 68' |
| 15 37 | MED DEF | Fredy Thompson Allen Yanes    | 79' |

| 13 23 70 | MED DEF DEL | Mynor Ascencio Trejo Erwin Morales Isaac Acuña | 45' |
| 19       | MED         | Enrique Miranda                                | 78' |

| 39' · 45+2' · 46' · 54' · 73' | Júnior Lacayo Stheven Robles Nicolás Royón Júnior Lacayo | 1-0 2-0 3-0 4-0 5-0 |

| 90+1' · 90+3' | Thales Moreira Enrique Miranda | 5-1 5-2 |

| 19' · 27' · 44' | Rodrigo Saravia Michael Umaña Alexander Robinson |

| 34' · 45' · 74' | Emerson Cabrera Braulio Linares William Amaya |

| width=20% | Jorge Aparicio |

| Otorgado · Otorgado otra vez · Expulsado | William Amaya |

| Principal  | Mario Escobar     |
| Asistentes | Juan Daniel Tipaz |
|            | René Ochoa        |
| Cuarto     | Bryan López       |

| 30    | POR   | Kevin Moscoso      |  |
| 31    | DEF   | Stheven Robles 79' |  |
| 3     | DEF   | Nicolás Samayoa    |  |
| 4     | DEF   | Michael Umaña      |  |
| 5     | DEF   | Alexander Robinson |  |
| 10    | MED   | José Contreras     |  |
| 25    | MED   | Jorge Aparicio 68' |  |
| 18    | MED   | Óscar Santis 79'   |  |
| 7     | MED   | Andrés Lezcano 36' |  |
| 11    | DEL   | Agustín Herrera    |  |
| 91    | DEL   | Nicolás Royón 68'  |  |
| D. T. | D. T. | Mauricio Tapia     |  |

| 1     | POR   | Braulio Linares        |  |
| 21    | DEF   | Manfre Icuté           |  |
| 4     | DEF   | Thales Moreira         |  |
| 3     | DEF   | Santos Crisanto        |  |
| 18    | DEF   | Emerson Cabrera 78'    |  |
| 12    | MED   | William Amaya          |  |
| 10    | MED   | Rafael da Roza         |  |
| 20    | MED   | Diego Ruiz 45'         |  |
| 7     | MED   | Jonathan Velásquez 45' |  |
| 9     | DEL   | Anllel Porras 45'      |  |
| 99    | DEL   | Romario da Silva       |  |
| D. T. | D. T. | Mario Acevedo Ruiz     |  |

| 9     | DEL     | Júnior Lacayo                 | 36' |
| 8 26  | MED     | Rodrigo Saravia Lynner García | 68' |
| 15 37 | MED DEF | Fredy Thompson Allen Yanes    | 79' |

| 13 23 70 | MED DEF DEL | Mynor Ascencio Trejo Erwin Morales Isaac Acuña | 45' |
| 19       | MED         | Enrique Miranda                                | 78' |

| 39' · 45+2' · 46' · 54' · 73' | Júnior Lacayo Stheven Robles Nicolás Royón Júnior Lacayo | 1-0 2-0 3-0 4-0 5-0 |

| 90+1' · 90+3' | Thales Moreira Enrique Miranda | 5-1 5-2 |

| 19' · 27' · 44' | Rodrigo Saravia Michael Umaña Alexander Robinson |

| 34' · 45' · 74' | Emerson Cabrera Braulio Linares William Amaya |

| width=20% | Jorge Aparicio |

| Otorgado · Otorgado otra vez · Expulsado | William Amaya |

| Principal  | Mario Escobar     |
| Asistentes | Juan Daniel Tipaz |
|            | René Ochoa        |
| Cuarto     | Bryan López       |

|                                               |
| Campeón F.C. Santa Lucía Cotzumalguapa        |
| 1° título Clasificado a la Liga Concacaf 2021 |

## Líderes individuales
- Actualizado el 14 de mayo de 2021.

### Trofeo Juan Carlos Plata
| N.º | Jugador                 | GF | Min  | Gol cada   | Equipo     |
| --- | ----------------------- | -- | ---- | ---------- | ---------- |
|     | Nicolás Martínez        | 10 | 1186 | 118.6 min  | Achuapa    |
| 2   | Gustavo Ezequiel Britos | 9  | 962  | 106.88 min | Municipal  |
| 3   | Luis Ángel Landín       | 9  | 1099 | 122.11 min | Guastatoya |
| 4   | Charles Martínez        | 7  | 1187 | 169.57 min | Sanarate   |
| 5   | Nelson García           | 6  | 862  | 143.66 min | Iztapa     |

### Trofeo Josué Danny Ortiz
| N.º | Jugador           | PJ    | GC | PROM | MJ   | %     | Equipo      |
| --- | ----------------- | ----- | -- | ---- | ---- | ----- | ----------- |
|     | Adrián De Lemos   | 15    | 8  | 0.53 | 1350 | 93.75 | Guastatoya  |
| 2   | Kenderson Navarro | 13    | 7  | 0.54 | 1170 | 81.25 | Municipal   |
| 3   | Braulio Linares   | 15    | 11 | 0.73 | 1350 | 93.75 | Santa Lucía |
| 4   | Rubén Darío Silva | 14    | 11 | 0.79 | 1260 | 87.5  | Malacateco  |
| 5   | David Monsalve    | 12.50 | 13 | 1.04 | 1125 | 78.13 | Xelajú MC   |

## Tabla de posiciones final
Según el reglamento de la competencia, las posiciones finales serán determinadas de la siguiente forma:
- Primer lugar - Campeón de la fase final
- Segundo lugar - Subcampeón de la fase final
- Tercero al duodécimo lugar - Según tabla de clasificación:

|  | Pos. | Equipos        | PJ | PG | PE | PP | GF | GC | Dif. | PTS | %       | Condición  |
|  | ---- | -------------- | -- | -- | -- | -- | -- | -- | ---- | --- | ------- | ---------- |
|  | 1º   | Santa Lucía    | 22 | 10 | 7  | 5  | 24 | 20 | +4   | 37  | 51.28 % | Campeón    |
|  | 2º   | Comunicaciones | 22 | 13 | 6  | 3  | 38 | 21 | +17  | 45  | 76.92 % | Subcampeón |
|  | 3º   | Guastatoya     | 16 | 7  | 7  | 2  | 23 | 10 | +13  | 28  | 58.97 % |            |
|  | 4º   | Municipal      | 16 | 8  | 3  | 5  | 24 | 11 | +13  | 27  | 53.85 % |            |
|  | 5º   | Cobán Imperial | 16 | 5  | 8  | 3  | 20 | 17 | +3   | 23  | 46.15 % |            |
|  | 6º   | Iztapa         | 16 | 5  | 7  | 4  | 29 | 25 | +4   | 22  | 43.59 % |            |
|  | 7º   | Sanarate       | 16 | 4  | 6  | 6  | 16 | 25 | -9   | 18  | 38.46 % |            |
|  | 8º   | Sacachispas    | 16 | 5  | 3  | 8  | 15 | 26 | -11  | 18  | 35.90 % |            |
|  | 9°   | Xelajú MC      | 16 | 3  | 8  | 5  | 14 | 15 | -1   | 17  | 35.90 % |            |
|  | 10º  | Malacateco     | 16 | 3  | 7  | 6  | 8  | 14 | -6   | 16  | 33.33 % |            |
|  | 11º  | Achuapa        | 16 | 4  | 2  | 10 | 16 | 27 | -11  | 14  | 28.21 % |            |
|  | 12º  | Antigua GFC    | 16 | 2  | 7  | 7  | 15 | 26 | -11  | 13  | 28.21 % |            |

## Tablas de temporada
| Pos. | Equipos        | PJ | PG | PE | PP | GF | GC | Dif. | PTS |
| ---- | -------------- | -- | -- | -- | -- | -- | -- | ---- | --- |
| 1º   | Guastatoya     | 22 | 7  | 11 | 4  | 27 | 23 | +4   | 32  |
| 2º   | Municipal      | 22 | 12 | 6  | 3  | 43 | 18 | +25  | 42  |
| 3º   | Comunicaciones | 16 | 9  | 5  | 2  | 25 | 10 | +15  | 32  |
| 4º   | Cobán Imperial | 16 | 8  | 5  | 3  | 22 | 12 | +10  | 29  |
| 5º   | Malacateco     | 16 | 7  | 3  | 6  | 19 | 18 | +1   | 24  |
| 6º   | Xelajú MC      | 16 | 6  | 3  | 7  | 17 | 22 | -5   | 21  |
| 7º   | Antigua GFC    | 16 | 5  | 5  | 6  | 21 | 23 | -2   | 20  |
| 8º   | Iztapa         | 16 | 5  | 4  | 7  | 24 | 28 | -4   | 19  |
| 9°   | Achuapa        | 16 | 5  | 4  | 7  | 17 | 21 | -4   | 19  |
| 10º  | Santa Lucía    | 16 | 4  | 4  | 8  | 12 | 17 | -5   | 16  |
| 11º  | Sanarate       | 16 | 3  | 5  | 8  | 19 | 33 | -14  | 14  |
| 12º  | Sacachispas    | 16 | 2  | 7  | 7  | 20 | 34 | -14  | 13  |

| Pos. | Equipos        | PJ | PG | PE | PP | GF | GC | Dif. | PTS |
| ---- | -------------- | -- | -- | -- | -- | -- | -- | ---- | --- |
| 1º   | Santa Lucía    | 22 | 10 | 7  | 5  | 24 | 20 | +4   | 37  |
| 2º   | Comunicaciones | 22 | 13 | 6  | 3  | 38 | 21 | +17  | 45  |
| 3º   | Guastatoya     | 16 | 7  | 7  | 2  | 23 | 10 | +13  | 28  |
| 4º   | Municipal      | 16 | 8  | 3  | 5  | 24 | 11 | +13  | 27  |
| 5º   | Cobán Imperial | 16 | 5  | 8  | 3  | 20 | 17 | +3   | 23  |
| 6º   | Iztapa         | 16 | 5  | 7  | 4  | 29 | 25 | +4   | 22  |
| 7º   | Sanarate       | 16 | 4  | 6  | 6  | 16 | 25 | -9   | 18  |
| 8º   | Sacachispas    | 16 | 5  | 3  | 8  | 15 | 26 | -11  | 18  |
| 9°   | Xelajú MC      | 16 | 3  | 8  | 5  | 14 | 15 | -1   | 17  |
| 10º  | Malacateco     | 16 | 3  | 7  | 6  | 8  | 14 | -6   | 16  |
| 11º  | Achuapa        | 16 | 4  | 2  | 10 | 16 | 27 | -11  | 14  |
| 12º  | Antigua GFC    | 16 | 2  | 7  | 7  | 15 | 26 | -11  | 13  |

### Tabla Acumulada
| Cls. | Pos. | Equipos             | PJ | PG | PE | PP | GF | GC | Dif. | PTS | Clasificación            |
| ---- | ---- | ------------------- | -- | -- | -- | -- | -- | -- | ---- | --- | ------------------------ |
| GUA3 | 1º   | Comunicaciones (SC) | 32 | 19 | 9  | 4  | 53 | 22 | +31  | 66  | Fase Preliminar 2021     |
|      | 2º   | Municipal (SA)      | 32 | 19 | 6  | 7  | 58 | 19 | +39  | 63  |                          |
|      | 3º   | Cobán Imperial      | 32 | 12 | 13 | 7  | 39 | 30 | +9   | 49  |                          |
| GUA1 | 4º   | Guastatoya (CA)     | 32 | 11 | 15 | 6  | 42 | 29 | +13  | 48  | 2021                     |
|      | 5º   | Iztapa              | 32 | 10 | 11 | 11 | 53 | 53 | 0    | 41  |                          |
|      | 6º   | Malacateco          | 32 | 10 | 10 | 12 | 27 | 32 | -5   | 40  |                          |
| GUA2 | 7º   | Santa Lucía (CC)    | 32 | 10 | 10 | 12 | 25 | 30 | -5   | 40  | Fase Preliminar 2021     |
|      | 8º   | Xelajú MC           | 32 | 9  | 11 | 12 | 31 | 37 | -6   | 38  |                          |
|      | 9°   | Antigua GFC         | 32 | 7  | 12 | 13 | 36 | 49 | -13  | 33  |                          |
|      | 10º  | Achuapa             | 32 | 9  | 6  | 17 | 33 | 48 | -15  | 33  |                          |
|      | 11º  | Sanarate            | 32 | 7  | 11 | 14 | 35 | 58 | -23  | 32  | Primera División 2021-22 |
|      | 12º  | Sacachispas         | 32 | 7  | 10 | 15 | 35 | 60 | -25  | 31  | Primera División 2021-22 |

- Comunicaciones fue el equipo con más puntos durante la temporada regular.
- Guastatoya clasifica a Liga Concacaf 2021 como Guatemala 1 al ser el equipo campeón con más puntos durante la temporada regular.
- Santa Lucía clasifica a la Liga Concacaf 2021 como Guatemala 2 al ser el equipo campeón con menos puntos durante la temporada regular.
- Comunicaciones clasifica a la Liga Concacaf 2021 como Guatemala 3 al ser el equipo subcampeón con más puntos durante la temporada regular
- Sanarate y Sacachispas descienden a la Primera División 2021-22 al ser los dos equipos con menos puntos durante la temporada regular.